# جميل وادي
قائد عسكري فلسطيني، شارك في الانتفاضة الأولى وتولى قيادة كتائب القسام الجناح العسكري لحركة حماس في قطاع غزة، اتهمته الاحتلال الإسرائيلي بالمسؤولية عن العديد من العمليات بينها أسر وقتل الجندي الإسرائيلي ألون كرفاني، كان من أبرز المطاردين وأحد أهم المطلوبين للاغتيال، استشهد 27 يونيو عام 1993م.

## الميلاد والنشأة
ولد جميل إبراهيم وادي في مخيم خان يونس للاجئين الفلسطينيين في السابع عشر من ديسمبر عام 1967م، لأسرة هجرها الاحتلال من قرية بيت دراس في نكبة الشعب الفلسطيني عام 1948م.

## التعليم والتكوين
انهى دراسته الابتدائية والإعدادية من مدارس وكالة غوث وتشغيل اللاجئين (أونروا) في مخيم خان يونس، وحصل على شهادة الثانوية العامة، ليلتحق بعدها بالجامعة الإسلامية بغزة ليدرس أصول الدين، وهنا برز نشاطه الدعوي كما التحق بصفوف الكتلة الإسلامية.

## العمل الحركي والعسكري
تدرج جميل في سلم العمل التنظيمي وعمل في شتى المجالات الحركية في حركة حماس، فشارك في فعاليات الانتفاضة الأولى من رشق الحجارة وكتابة الشعارات وتوزيع بيانات الحركة والمشاركة في المواجهات، انضم إلى منظمة الجهاد والدعوة التابعة لحركة حماس «مجد»، والتي تختص بملاحقة العملاء والمشبوهين.
شارك جميل وادي في العديد من العمليات العسكرية، وعمليات اطلاق النار على دوريات الاحتلال، ومن أبرز العمليات التي نفذها عملية أسر وقتل الجندي الإسرائيلي ألون كرفاني والاستيلاء على سلاحه وأوراقه الشخصية، وكما شارك في التخطيط لاقتحام المستوطنات واشرف على أول عملية اقتحام وكانت في مستوطنة جاني طال عام 1993 والتي نفذها الشهيد البطل إبراهيم سلامة برفقة المجاهد براء الاغا وقتل فيها جنديين واصيب ثالث وغنم المجاهدون بها سلاح جاليلو، كذلك مشاركته في عملية الشجاعية برفقة القائد القسامي عماد عقل والتي أدت لمقتل 3 جنود إسرائيليين ، تولى قيادة كتائب القسام في المنطقة الجنوبية خلفاً للشهيد القائد ياسر النمروطي، وأسس الوحدة المختارة رقم "7" والتي نفذ العديد من العمليات النوعية.

## الاعتقال
في الثامن عشر من يناير عام 1988م، اعتقلته قوات الاحتلال من داخل منزله برفقة شقيقه الأصغر زهدي ومكث في السجن ست وثلاثين يوماً في تحقيق متواصل، وكانت هذه من أطول فترات التحقيق الفعلية في تلك الفترة، وبعد أقل من شهر من خروجه من  السجن، اعتقل أثناء مواجهات لقوات الاحتلال، وفي محكمة عسكرية نال الحكم الأقصى على رجم الحجارة، حيث حكم بالسجن عاماً ونصف العام، وكان أول من يُحكم بعامين من قطاع غزة.

## الاستشهاد
استشهد فجر 27/6/1993م، في الكمين الذي نصبته الوحدة المختارة رقم (7) في كتائب القسام لجيب عسكري على طريق الساحل بين مدينتي خانيونس ودير البلح جنوب قطاع غزة،